# Joseph Brousseau
Pour les articles homonymes, voir Brousseau.
Joseph Brousseau est un architecte français probablement né à Solignac en Haute-Vienne vers 1733 et mort à Sées dans l'Orne le 17 pluviôse an V (5 février 1797).

## Biographie
Joseph Brousseau est probablement né à Solignac en Haute-Vienne (aucun document officiel ne le confirme mais l'histoire familiale le laisse supposer). Il est baptisé en la paroisse Sainte-Félicité de Limoges, près du Pont Saint-Martial le 17 septembre. Joseph Brousseau est le fils de Jean Brousseau, charpentier, et de Catherine Boudet. Il est le quatrième de dix enfants.
Joseph Brousseau grandit à Limoges. Il apprend les métiers du bâtiment « sur le tas », en Creuse où il est tailleur de pierre puis appareilleur. Il commence ensuite à tracer des plans lui-même et apprend le métier d'architecte chez un maître. Joseph avait un frère cadet, Mathurin, dans les métiers du bâtiment également, qui réalisa la plus grande partie des constructions de Joseph, en tant qu'entrepreneur. Le petit-fils de Mathurin, Jean-Baptiste Brousseaud, officier du Génie, épousa Mademoiselle de La Nouaille, alors propriétaire, entre autres, de l'Hôtel de Rigoulène à Saint-Léonard de Noblat, qu'ils habitèrent ensemble. Aujourd'hui encore, les propriétaires de l'Hôtel de Rigoulène, descendent de ce couple, par succession des femmes jusqu'à Adèle Desvaulx, épouse Dunoyer de Segonzac, décédée en 1731; elle laissera huit enfants, dont les propres enfants ou petits-enfants sont les actuels propriétaires.
Il se voit ensuite, à partir des années 1760, confier différentes réalisations et se fait connaître dans la région. Le premier sera le château de Sainte-Feyre, il fut construit sur les bases de l'ancienne forteresse entre 1758 et 1762. Il sera le plus grand et surement un des plus soignés et des plus beaux. Au niveau architecture, il est le seul à avoir des corbeaux sculptés notamment. Le marquis fut tellement enchanté qu'il demanda à Brousseau d'être le parrain de son fils en 1762.
En 1765, Monseigneur Louis Charles du Plessis d'Argentré, évêque de Limoges, lui confie la réalisation d'un nouveau palais épiscopal derrière la Cathédrale Saint-Étienne. Ce projet d'envergure, achevé en 1774, fera la grande renommée de Brousseau. Satisfait du travail accompli pour la réalisation de son palais épiscopal de Limoges, l'évêque demandera alors à Brousseau, en 1775, de réaliser les transformations qu'il souhaitait sur l'église de ses racines familiales, Notre-Dame d'Argentré du Plessis. Il travaille également dans l'Orne, où le frère de l'évêque de Limoges, Jean Baptiste du Plessis d'Argentré, occupe la charge d'évêque de Sées.

## Principales réalisations
- Château de Sainte-Feyre, sur les bases du château féodal, proche de Guéret (Creuse), 1760
- Château de la Cosse, Veyrac, 1763
- château de Beauvais, Limoges, 1765
- Palais de l'Évêché, Limoges, 1766
- Nouvelle façade du collège de Limoges (devenu Lycée Gay-Lussac), 1767
- Château de Thouron, près de Nantiat - Haute-Vienne, 1768
- Chapelle de la Visitation, Limoges, 1771
- Hôtel de Rigoulène, Saint-Léonard-de-Noblat, 1772
- La maison Bourdeau, à l'angle des rues Cruche d'Or et du Consulat, Limoges, 1772
- Rénovation et aménagement de l'Hôpital général de Limoges, Limoges, 1773
- Reconstruction de l'église Notre-Dame, Argentré-du-Plessis, 1775
- Rénovation de l'église Saint-Sylvain, Ahun, 1775
- Château de Salvanet, Saint-Priest-Taurion, 1776
- Palais de l'Évêché, Sées, 1778
- Couvent de la Providence, Limoges, 1779
- Rénovation et aménagement de la Cathédrale Notre-Dame de Sées, Sées, 1780
- Château de Faye, Flavignac, 1782
- Couvent des Augustins, Mortemart, 1785
- Château de Lavergne, Saint-Priest-Ligoure, 1785
- Réaménagement du chœur de la Cathédrale Saint-Étienne de Limoges, Limoges, 1788
- Château de Guéret, actuel musée de la Sénatorerie

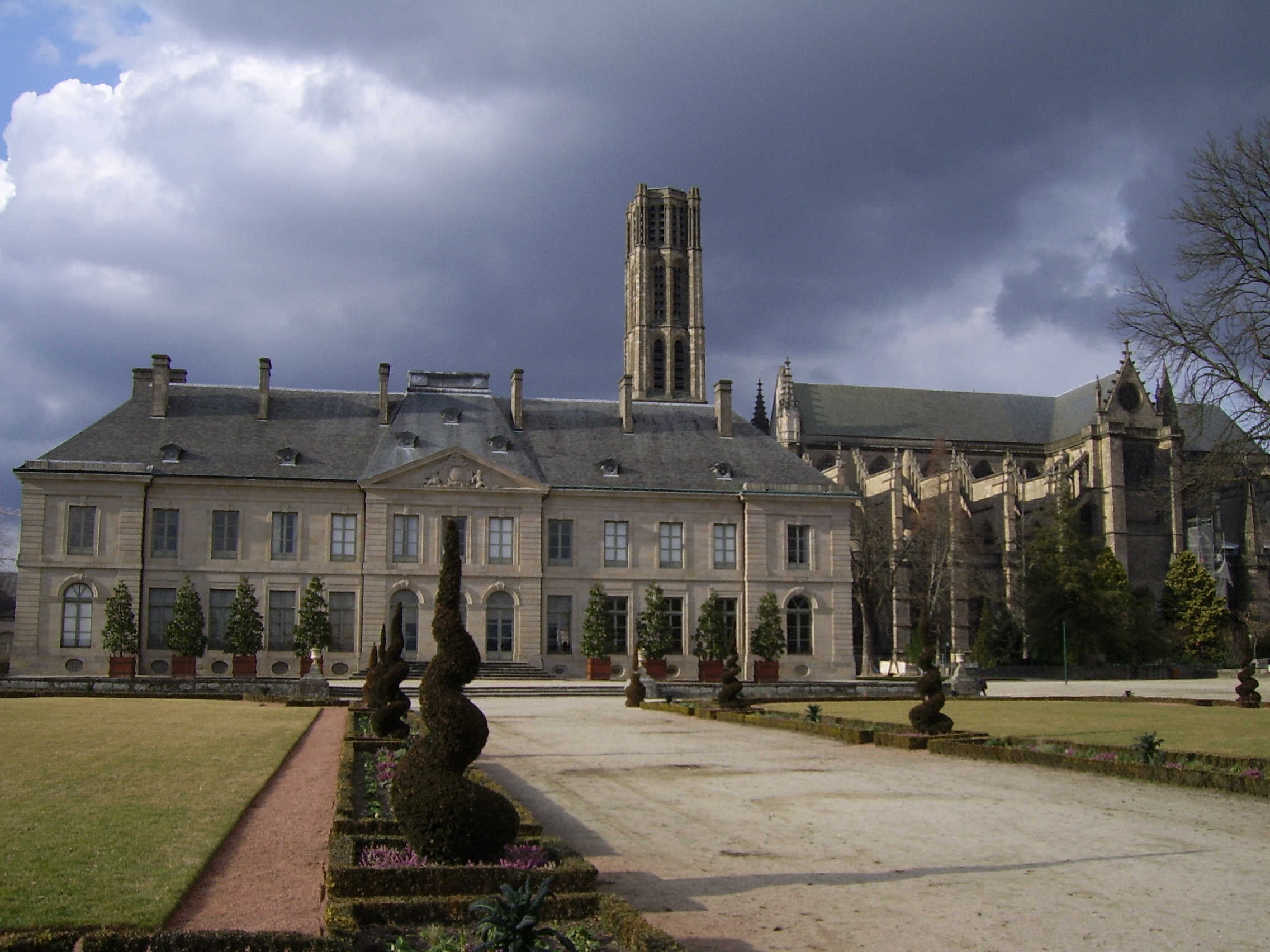
Palais de l'évêché à Limoges.
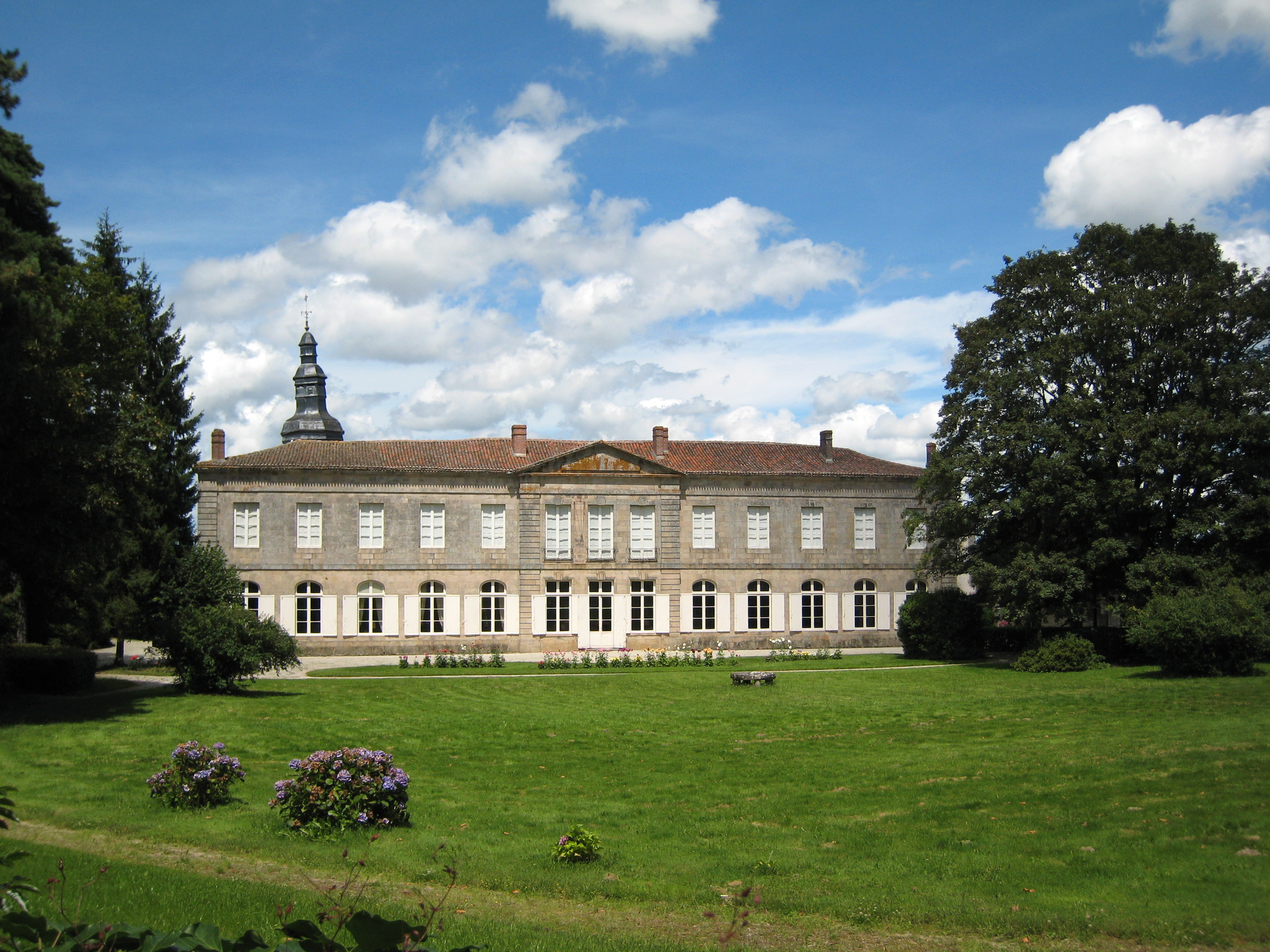
Couvent des Augustins à Mortemart.
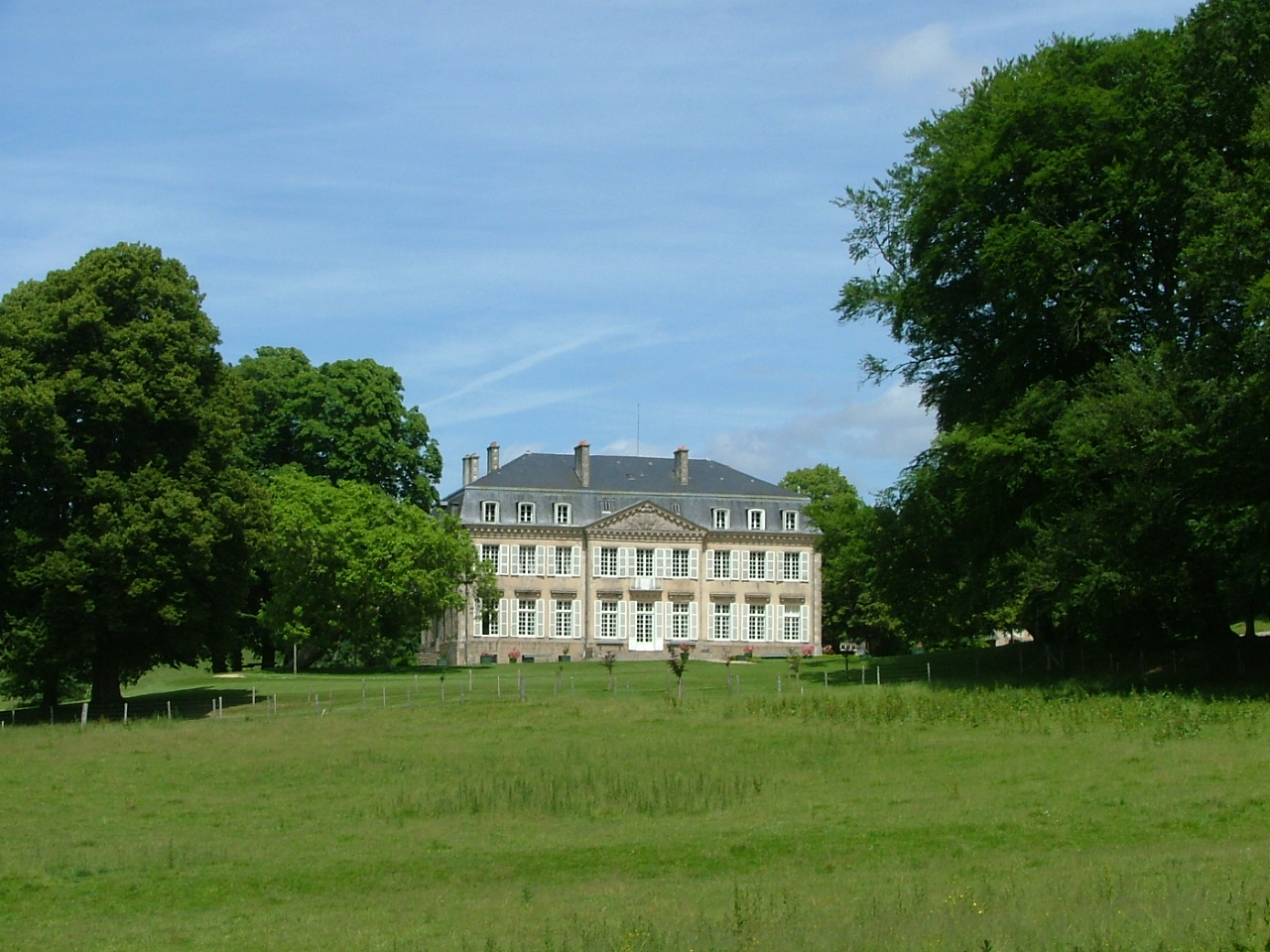
Château de Salvanet à St-Priest-Taurion.
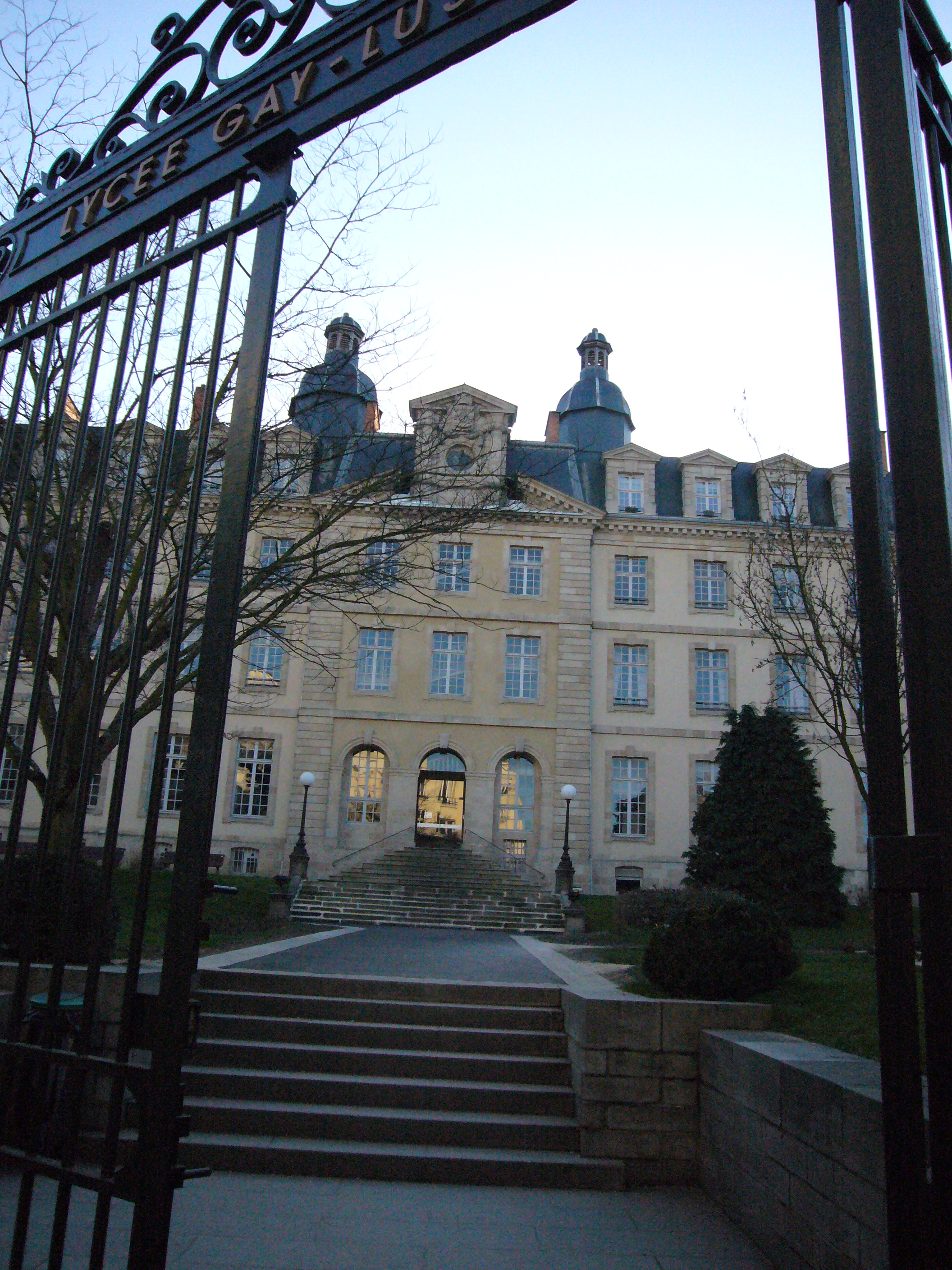
Façade du Lycée Gay-Lussac à Limoges.